# Norman Mailer
Norman Kingsley Mailer (Long Branch (New Jersey), 31 januari 1923 - New York, 10 november 2007) was een Amerikaans schrijver en journalist.

## Levensloop

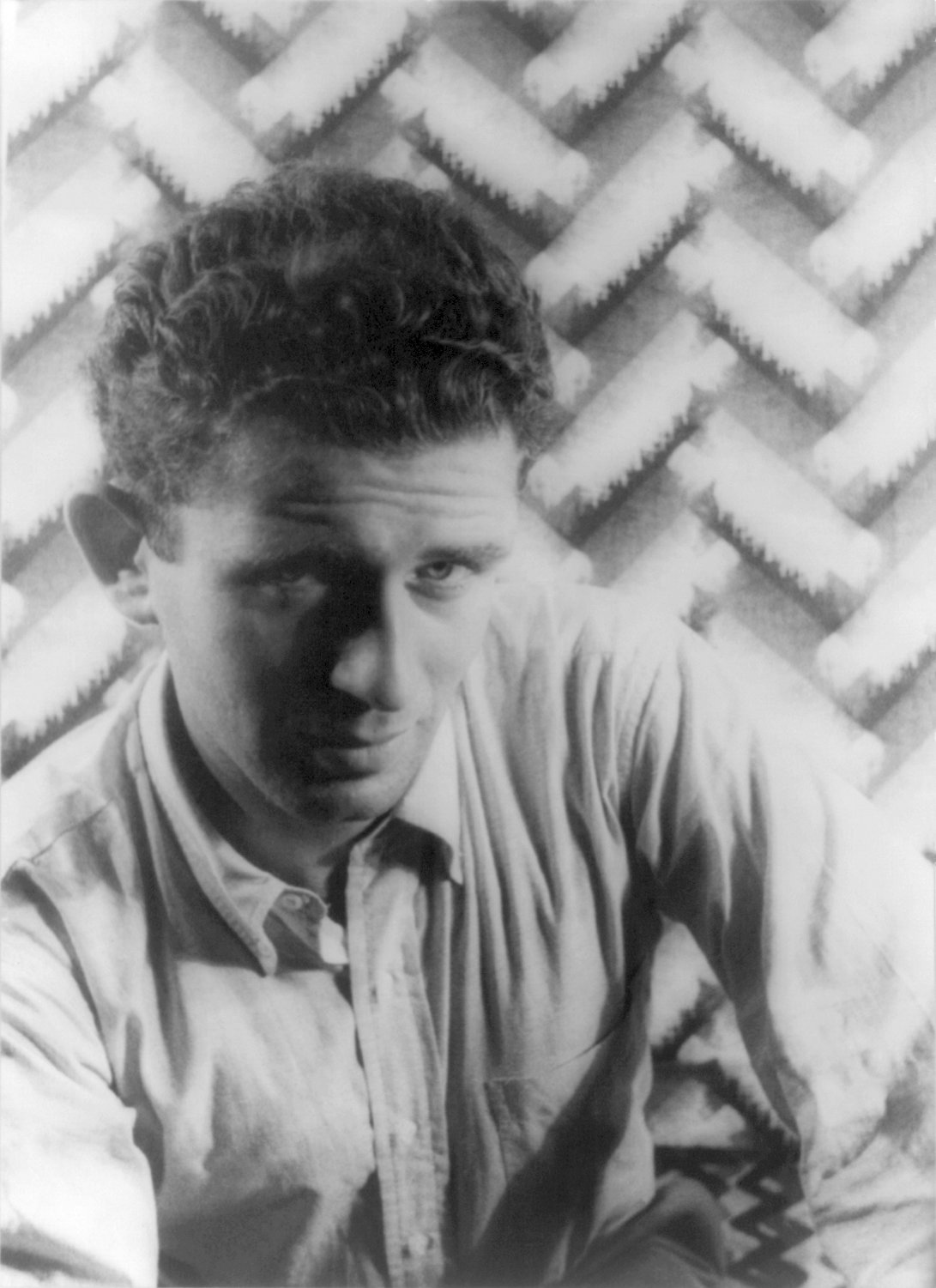
Norman Mailer, 1948

Mailer verhuisde op zijn vierde naar Brooklyn in New York. In 1939 werd hij toegelaten tot Harvard, waar hij in 1943 afstudeerde in luchtvaarttechniek. Een jaar later werd Mailer opgeroepen door het Amerikaanse leger en diende hij als marinier in de Filipijnen tijdens de Tweede Wereldoorlog. Gebaseerd op deze ervaringen publiceerde hij in 1948 zijn debuutroman The Naked and the Dead, die in 1998 werd opgenomen in de lijst van de honderd beste Engelstalige boeken van de 20ste eeuw, opgesteld door de Amerikaanse uitgever Modern Library.
In 1955 was Mailer een van de medeoprichters van de krant The Village Voice. Eind jaren 60 werd Mailer samen met auteurs als Tom Wolfe en Truman Capote een van de voormannen van de New Journalism, een stroming binnen de journalistiek waarin non-fictie artikelen werden geschreven alsof het een roman betrof. Mailer viel daarin op door in zijn journalistieke stukken zichzelf in de derde persoon enkelvoud (in de 'hij-vorm') op te voeren. Zijn meest succesvolle boek in deze stijl was The Armies of the night, waarin hij over zijn deelname aan een demonstratie tegen de Vietnamoorlog schreef. In 1969 won hij voor dit boek zowel de National Book Award als de Pulitzer-prijs in de categorie non-fictie.
Mailer ontving zijn tweede Pulitzer-prijs in 1980 voor het boek The Executioner's Song, zijn relaas over de tot de doodstraf veroordeelde Gary Gilmore. Verder schreef hij biografieën over onder meer Pablo Picasso, Lee Harvey Oswald en Marilyn Monroe.
In zijn fictie was Mailer een nazaat van Ernest Hemingway: net als Hemingway schreef hij veelal over macho's, die voelden dat ze hun mannelijkheid moesten bewijzen. Een ander prominent terugkerend thema in zijn werk is de vader-zoon relatie: bijvoorbeeld die van de sergeant met zijn jonge soldaten in The Naked and the Dead, die van de spion met zijn mentor in Harlot's Ghost, die van Jezus Christus met God in The Gospel According to the Son. Norman Mailer werd weleens beticht van misogynie. Zo zou hij volgens feministische critici relatief veel seksueel geweld in zijn werk hebben opgevoerd, waarbij veelal wordt verwezen naar een incident uit 1960, toen hij in benevelde staat zijn tweede vrouw, Adele Morales, op een feestje met een mes neerstak. Hoewel verwond weigerde ze aangifte te doen, waardoor Mailer er met een voorwaardelijke gevangenisstraf vanaf kwam. Desalniettemin schuwde hij daarna de aandacht nooit en in 1969 deed hij zelfs een mislukte gooi naar het burgemeesterschap van New York.
Norman Mailer trouwde zes maal en kreeg in totaal acht kinderen; hij had één stiefzoon. Hij overleed eind 2007 op 84-jarige leeftijd door acuut nierfalen, een maand nadat hij een longoperatie onderging.

## Selectieve bibliografie

### Fictie
- The Naked and the Dead, 1948.
- Barbary Shore, 1951.
- The Deer Park, 1955.
- Deaths For The Ladies (and other disasters), 1962.
- An American Dream, 1965.
- The Short Fiction of Norman Mailer, 1967.
- Why are we in Vietnam?, 1967.
- Of Women and Their Elegance, 1980.
- Ancient Evenings, 1983.
- Tough Guys Don't Dance, 1984.
- Harlot's Ghost, 1991.
- The Gospel According To The Son, 1997.
- The Castle in the Forest, 2007.

### Non-fictie
- The White Negro, 1957.
- Advertisements for Myself, 1959.
- The Presidential Papers, 1963.
- Cannibals and Christians, 1966.
- Armies of the Night, 1968.
- Miami and the Siege of Chicago, 1968.
- Of a Fire on the Moon, 1969.
- The Prisoner of Sex, 1971.
- St. George and The Godfather, 1972.
- Marilyn, 1973.
- The Faith of Graffiti, 1974.
- The Fight, 1975.
- Genius and Lust: A Journey Through the Major Writings of Henry Miller, 1976.
- The Executioner's Song, 1979.
- Of a Small and Modest Malignancy, Wicked and Bristling with Dots, 1980.
- Pieces and Pontifications, 1982.
- Portrait of Picasso as a Young Man: An Interpretative Biography, 1995.
- Oswald's Tale: An American Mystery, 1996.
- Why Are We At War?, 2003.
- The Spooky Art: Some Thoughts on Writing, 2003.
- The Big Empty: Dialogues on Politics, Sex, God, Boxing, Morality, Myth, Poker and Bad Conscience in America, 2006.
- On God: An Uncommon Conversation, 2007.